# Óscar Figueroa
Óscar Albeiro Figueroa Mosquera (sinh ngày 27 tháng 04 năm 1983, ODB), một vận động viên cử tạ người Colombia gốc Phi của Colombia thi đấu ở hạng 62 kg, 67 kg tại các giải vô địch thế giới như Đại hội Thể thao Liên châu Mỹ, Thế vận hội. Anh đã giành được Huy chương Vàng Đại hội Thể thao Liên châu Mỹ Guadalajara 2011, Toronto 2015, Huy chương Bạc Thế vận hội Mùa hè 2012, Huy chương Vàng Thế vận hội Mùa hè 2016.
Óscar Figueroa là vận động viên xuất sắc của Colombia. Anh là một trong sáu vận động viên giành được hai huy chương Olympic của nước này, cùng với Jackeline Rentería (nữ, đấu vật), Caterine Ibargüen (nữ, nhảy cao, nhảy xa), Yuri Alvear (nữ, Judo), Helmut Bellingrodt (nam, bắn súng), Mariana Pajón (nữ, đua xe đạp). Óscar Figueroa đang nắm giữ kỷ lục cử đẩy hạng 62 kg của Olympic, trọng lượng 177 kg tại Olympic London 2012.

## Tiểu sử
Óscar Figueroa sinh ra tại khu tự quản Zaragoza, tỉnh Antioquia, Colombia. Anh là con trai của Ermelinda Mosquera (mẹ) và Jorge Isaac Figueroa (bố), trong một gia đình bốn anh em, truyền thống ngư dân. Vùng Zaragoza thời đó có nhiều xung đột và bạo lực, khiến cho cuộc sống người dân trở nên khó khăn, do đó, cả nhà cùng chuyển tới sống ở tỉnh Valle del Cauca.
Óscar Figueroa theo học phổ thông, yêu thích thể thao và chơi nhiều môn như bóng đá, bóng rổ, học cả karate. Trong quá trình đó, thể chất của anh được nhận định phù hợp với cử tạ, được chuyển hẳn sang bộ môn này. Anh bắt đầu dành thời gian tập luyện theo đuổi. Sau khi giành được huy chương thi đấu địa phương, anh chuyển tới thành phố Cali, tham gia đội vận động viên Valle del Cauca. Nhờ vào khả năng và nhiệt huyết hiếm có, anh được chú ý, bồi dưỡng, dần dần tham gia vào đội vận động viên quốc gia, thi đấu các giải đấu trong nước, quốc tế rồi toàn cầu.
Sự nghiệp thể thao của Óscar Figuera dài 20 năm. Năm 2000, anh bắt đầu tham gia giải đấu thanh niên thế giới ở Hy Lạp, giành Huy chương Vàng. Sau đó, anh gặp chấn thương đầu gối, phải rời khỏi đổi tuyển quốc gia. Anh tham gia nghĩa vụ quân sự, dành thời gian để tập luyện tại doanh trại, không vì chấn thương mà từ bỏ. Nhờ nỗ lực, Óscar được nhận vào đội tuyển quân đội, đại diện lực lượng vũ trang tiếp tục thi đấu, vượt qua thử thách để vào vòng Olympic.
Cùng với sự nghiệp thể thao, anh cũng dành thời gian theo học Đại học Santiago de Cali, tốt nghiệp cử nhân nghiên cứu quản lý.

## Sự nghiệp cử tạ

### Olympic Athens 2004
Năm 2004, anh tham gia giải cử tạ Liên châu Mỹ tổ chức tại Cali, chuẩn bị cho Olympic với tổng trọng lượng cử tạ đạt 262 kg, được chọn tham gia Thế vận hội Mùa hè 2004 ở Athens, Hy Lạp. Tại Athens, anh tham gia hạng 56 kg, đạt tổng trọng lượng 282 kg, xếp hạng năm, không có huy chương.

### Olympic Bắc Kinh 2008

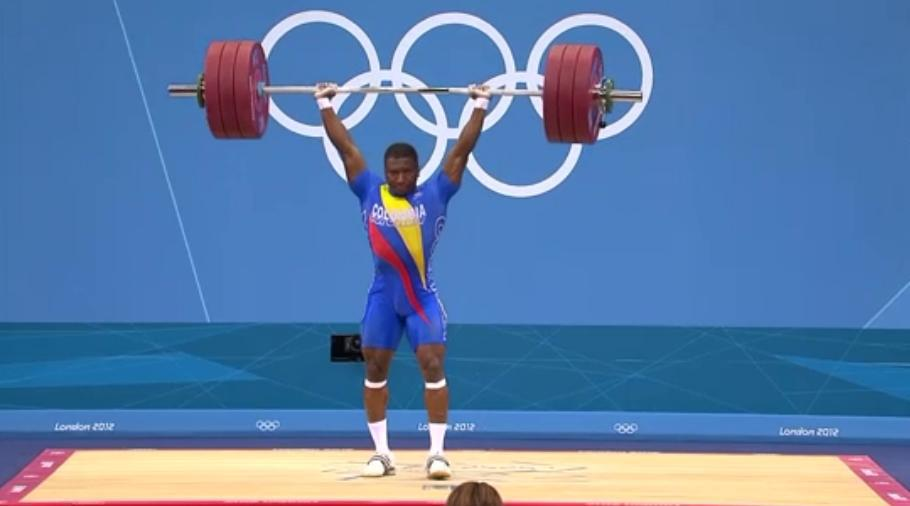
Óscar Figueroa nâng tạ 177 kg phá kỷ lục cử đẩy Olympic tại Thế vận hội London 2012.

Sau khi tham gia Olympic Athens, anh vẫn trong giai đoạn nghĩa vụ quân sự, chuyển lên hạng 62 kg, vô địch giải quốc gia. Năm 2008, anh tới Bắc Kinh, quyết tâm giành huy chương. Ở hạng 62 kg, phần cử giật anh đã thất bại, không thể giật tạ lên khỏi sàn trong cả ba lần thử, bị loại khỏi vòng thi. Sau cuộc thi, anh được phát hiện gặp phải chấn thương thoát vị đĩa đệm, làm suy yếu bàn tay phải. Thời gian tiếp theo, anh phải dừng sự nghiệp, chữa trị và phẫu thuật vào tháng 02 năm 2009 tại thủ đô Bogotá.
Những năm tiếp theo, anh vừa nỗ lực hồi phục, vừa bền bỉ tập luyện. Vào năm 2011, tại Pan America, Guadalajara, anh giành Huy chương Vàng hạng 62 kg với tổng trọng lượng 312 kg, phá kỷ lục Đại hội Thể thao Liên châu Mỹ.

### Olympic London 2012
Nhờ Huy chương Vàng Pan America mà anh được đặc cách tham gia Thế vận hội Mùa hè 2012 ở London, dù chất thương nặng từng gặp. Trong hai tháng trước Olympic, anh tham gia luyện tập ở Valencia, Tây Ban Nha. Anh được hy vọng bởi nước nhà Colombia về việc giành huy chương cử tạ.
Trong cuộc thi, ở phần cử giật, các đối thủ rất mạnh. Thành tích cử giật của anh là 140 kg, đứng thứ ba sau đối thủ Eko Yuli Irawan (INA) và Kim Un-guk (PRK). Do đó, ở phần cử đẩy, anh quyết tâm đặc biệt khi chọn trọng lượng 177 kg ngay từ lần đầu tiên. Mục 177 kg là khối lượng không vận động viên nào chọn và cũng chưa ai đạt được trong lịch sử Olympic. Óscar Figuera bắt đầu nâng tạ, thất bại liên tiếp lần đầu và lần thứ hai. Ở lần thứ ba, với nỗ lực không ngừng nghỉ, anh đã thành công, phá kỷ lục cử đẩy Olympic. Tổng trọng lượng đạt 317 kg, bằng Eko Yuli Irawan, nhưng xếp hạng cao hơn vì cân nặng của anh thấp hơn. Anh giành Huy chương Bạc (sau Kim Un-guk về tổng trọng lượng) trong kỳ Olympic này.

Ngay khi giành được Huy chương Bạc, anh đã xúc động trả lời phỏng vấn ESPN:
Chúng tôi đã làm được, Colombia! Tái lập lịch sử một lần nữa, như mọi khi, tôi không hứa huy chương, nhưng luôn hết mình. Mặc dù thất bại trong hai lượt đầu tiên, trong lượt cuối, tôi đã làm những gì mình phải làm. Và kỷ lục Olympic! Mẹ tôi hiểu rõ rằng tôi đã rất nỗ lực chiến đấu vì điều này. Tôi yêu mẹ rất nhiều, người đã sinh ra tôi.

### Olympic Rio de Janeiro 2016
Năm 2015, anh giành Huy chương Vàng Pan America, Toronto với tổng trọng lượng cử tạ đạt 310 kg.
Năm 2016, trước thềm Thế vận hội Mùa hè 2016, anh trải qua đợt phẫu thuật điều chỉnh đau lưng mãn tính. Dù khó khăn, anh vẫn quyết tâm dự Olympic, mong muốn giành huy chương. Ngày 08 tháng 08 năm 2016, anh thi cử tạ hạng 62 kg, phần cử giật đạt 142 kg, phần cử đẩy đạt 176 kg, tổng trọng lượng đạt 318 kg, Huy chương Vàng Olympic. Đây là một trong ba tấm Huy chương Vàng kỳ Olympic này của Colombia. Đây là kỳ Olympic đặc biệt khi Colombia giành tới ba tấm Huy chương Vàng, trong tổng số năm tấm mà lịch sử thể thao nước này đạt được.

### Nghỉ hưu
Ngay sau khi thi xong bộ môn cử tạ tại Olympic Rio de Janeiro 2016, anh đã cởi giày đặt lên bục, báo hiệu nghỉ hưu môn thể thao này.
Sau đó, anh còn đại diện Colombia tham gia một số kỳ cử tạ quốc tế hạng 67 kg rồi quyết định nghỉ hưu ngày 26 tháng 11 năm 2019.

## Thống kê
| Năm                   | Kỳ đại hội                        | Hạng                  | Cử giật (kg)          | Cử giật (kg)          | Cử giật (kg)          | Cử giật (kg)          | Cử đẩy (kg)           | Cử đẩy (kg)           | Cử đẩy (kg)           | Cử đẩy (kg)           | Tổng                  | Hạng                  |                       |                       |
| Năm                   | Kỳ đại hội                        | Hạng                  | 1                     | 2                     | 3                     | Hạng                  | 1                     | 2                     | 3                     | Rank                  | Tổng                  | Hạng                  |                       |                       |
| Đại diện cho Colombia | Đại diện cho Colombia             | Đại diện cho Colombia | Đại diện cho Colombia | Đại diện cho Colombia | Đại diện cho Colombia | Đại diện cho Colombia | Đại diện cho Colombia | Đại diện cho Colombia | Đại diện cho Colombia | Đại diện cho Colombia | Đại diện cho Colombia | Đại diện cho Colombia | Đại diện cho Colombia | Đại diện cho Colombia |
| Olympic Games         | Olympic Games                     | Olympic Games         | Olympic Games         | Olympic Games         | Olympic Games         | Olympic Games         | Olympic Games         | Olympic Games         | Olympic Games         | Olympic Games         | Olympic Games         | Olympic Games         | Olympic Games         | Olympic Games         |
| --------------------- | --------------------------------- | --------------------- | --------------------- | --------------------- | --------------------- | --------------------- | --------------------- | --------------------- | --------------------- | --------------------- | --------------------- | --------------------- | --------------------- | --------------------- |
| 2004                  | Athens, Hy Lạp                    | 56 kg                 | 120.0                 | 125.0                 | 127.5                 | 5                     | 145.0                 | 150.0                 | 155.0                 | 5                     | 280.0                 | 5                     |                       |                       |
| 2008                  | Bắc Kinh, Trung Quốc              | 62 kg                 | 128                   | 128                   | 128                   | —                     | —                     | —                     | —                     | —                     | —                     | —                     |                       |                       |
| 2012                  | London, UK                        | 62 kg                 | 137                   | 140                   | 142                   | 3                     | 177                   | 177                   | 177                   | 1                     | 317                   | 2                     |                       |                       |
| 2016                  | Rio de Janeiro, Brazil            | 62 kg                 | 137                   | 142                   | 145                   | 1                     | 172                   | 176                   | 179                   | 1                     | 318                   | 1                     |                       |                       |
| World Championships   |                                   |                       |                       |                       |                       |                       |                       |                       |                       |                       |                       |                       |                       |                       |
| 2006                  | Santo Domingo, Cộng hòa Dominican | 62 kg                 | 132                   | 137                   | 141                   | 2                     | 160                   | 164                   | 164                   | 5                     | 297                   | 2                     |                       |                       |
| 2007                  | Chiang Mai, Thái Lan              | 62 kg                 | 135                   | 140                   | 140                   | 6                     | 160                   | 160                   | 165                   | 8                     | 295                   | 4                     |                       |                       |
| 2009                  | Goyang, Hàn Quốc                  | 62 kg                 | 135                   | 139                   | 141                   | 4                     | 165                   | 165                   | 168                   | 5                     | 307                   | 4                     |                       |                       |
| 2011                  | Paris, Pháp                       | 62 kg                 | 135                   | 138                   | 140                   | 6                     | 170                   | 170                   | 175                   | 4                     | 308                   | 4                     |                       |                       |
| 2013                  | Wroclaw, Ba Lan                   | 62 kg                 | 135                   | 139                   | 141                   | 3                     | 175                   | 177                   | 183                   | 1                     | 316                   | 3                     |                       |                       |
| 2014                  | Almaty, Kazakhstan                | 62 kg                 | 135                   | 135                   | 135                   | —                     | —                     | —                     | —                     | —                     | —                     | —                     |                       |                       |
| 2015                  | Houston, Hoa Kỳ                   | 62 kg                 | 135                   | 140                   | 140                   | 3                     | 175                   | 180                   | 180                   | 3                     | 315                   | 3                     |                       |                       |
| 2018                  | Ashgabat, Turkmenistan            | 67 kg                 | 140                   | 145                   | 145                   | 8                     | 176                   | 178                   | 181                   | 3                     | 318                   | 5                     |                       |                       |
| 2019                  | Pattaya, Thái Lan                 | 67 kg                 | 137                   | 140                   | 140                   | 17                    | 176                   | 181                   | 181                   | 5                     | 313                   | 10                    |                       |                       |
| Pan American Games    |                                   |                       |                       |                       |                       |                       |                       |                       |                       |                       |                       |                       |                       |                       |
| 2011                  | Guadalajara, Mexico               | 62 kg                 | 132                   | 135                   | 137                   | 1                     | 165                   | 171                   | 175                   | 1                     | 312                   | 1                     |                       |                       |
| 2015                  | Toronto, Canada                   | 62 kg                 | 130                   | 130                   | 135                   | 2                     | 170                   | 175                   | —                     | 1                     | 310                   | 1                     |                       |                       |